# 青森市立東中学校
青森市立東中学校（あおもりしりつ ひがしちゅうがっこう）は、青森県青森市八幡林字熊谷にある公立中学校。
水田地帯の真ん中に校舎がある。
ことから、冬の登下校時、生徒は猛烈な地吹雪に遭う。越境通学生が学年に6～10人ほどいる。自転車通学可。

## 概要
- 青森市東部にある中学校である。
- 2016年頃からは、立ち止まっての挨拶を推進してきた。

## 生徒数
- 2023年（令和5年）5月2日時点

| 学年 | 1年 | 2年 | 3年 | 特別支援 | 合計 |
| ---- | --- | --- | --- | -------- | ---- |
| 学級 | 3   | 2   | 3   | 2        | 10   |
| 生徒 | 83  | 73  | 94  | 3        | 253  |

## 部活動
中体連などの大会前以外は19時で活動を終える。

### 運動部
野球、陸上競技、バスケットボール、男子バレーボール、卓球、ソフトテニス、剣道、水泳

### 文化部
合唱、演劇、技芸、美術

## 沿革
- 1970年（昭和45年）
  - 4月1日 - 原別、東岳、野内の3中学校が統合し、青森市立東中学校として発足。ただし、校舎は完成しておらず、東中学校原別校舎・野内校舎・東岳校舎として存続。野内小学校校庭には「青森市立野内中学校閉校記念碑」が設けられた。
  - 6月8日 - 校章制定。
- 1971年（昭和46年）
  - 3月14日 - 校旗樹立、校歌制定。
  - 3月22日 - 原別校舎から、校具・教材等を新校舎へ運搬。
  - 3月23日 - 野内・東岳両校舎から、校具・教材等を新校舎へ運搬。これをもって、新校舎への移転完了。
- 1972年（昭和47年）11月26日 - 新校舎並びに体育館落成記念式典挙行。
- 1973年（昭和48年）8月8日 - 水泳プール竣工。
- 1980年（昭和55年）9月9日 - 創立10周年記念式典挙行。
- 1990年（平成2年）10月6日 - 創立20周年記念式典挙行。
- 1991年（平成3年）9月30日 - 校舎改修工事。
- 1992年（平成4年）11月17日 - 校舎改修工事。
- 1993年（平成5年）
  - 2月 - 2階・3階を間仕切り、全面改修工事。
  - 12月16日 - 図書室を視聴覚室（コンピュータ）に改造。
- 1996年（平成8年）3月10日 - 大型スクリーン設置。
- 2011年（平成23年）10月15日 - 創立40周年記念式典を行った。
- 2013年（平成25年） - 旧校舎から新校舎への移動に伴い、新校舎落成記念式典が行われた。
- 2021年（令和3年）11月6日 - 本校体育館にて、創立50周年記念式典挙行[1]。

## 学区
原別、泉野、八幡林、矢田前、諏訪沢、平新田、後萢、築木館、野内、宮田、馬屋尻、三本木、矢田、滝沢、八重田（1丁目の一部・4丁目の一部）、原別（1丁目～8丁目）、本泉（1丁目の一部・2丁目の一部）、久栗坂、浅虫。

## 周辺
- 国道4号青森東バイパス
- 他は住宅や田畑のみ。

## アクセス
- 青森市営バス国道古川線・石江新城線[3]と青森市市バス矢田滝沢線の「八幡林」バス停から、徒歩約975m・約15分（直線距離は近いが、道路の関係で遠回りとなる）。
- 弘南バス青森営業所から、徒歩約985m・約15分。

## 出身者
- 蝦名達夫 - プロ野球選手

## 参考資料
- 『新青森市史 別編教育（別巻） 年表・学校沿革』（青森市・2000年3月発行）「学校沿革 （二）中学校」232頁～233頁「東中学校 変遷」（『野内小学校校庭には「青森市立野内中学校閉校記念碑」が設けられた。』の記述と2011年以降の内容を除く）